# Raión de Buturlínovka
El raión de Buturlínovka (ruso: Бутурли́новский райо́н) es un distrito administrativo y municipal (raión) ruso perteneciente a la óblast de Vorónezh. Se ubica en el centro de la óblast. Su capital es Buturlínovka.
En 2021, el raión tenía una población de 44 139 habitantes.
El raión está atravesado de norte a sur por el río Osered.

## Subdivisiones
Comprende 42 localidades, agrupadas en dieciséis ayuntamientos, que son la ciudad de Buturlínovka (la capital), el asentamiento de tipo urbano de Nizhni Kisliái y los siguientes catorce asentamientos rurales:
- "Beriózovskoye" (con capital en Zelioni)
- Vasílyevka
- Velikoarjánguelskoye
- Gvazda
- Karaichevka
- Kliópovka
- Kozlovka
- Kolodéyevka
- Kucheryáyevka
- Oziorki
- Puzevo
- Serikovo
- Filipénkovo
- Chulok